# Zatoka skalista górna

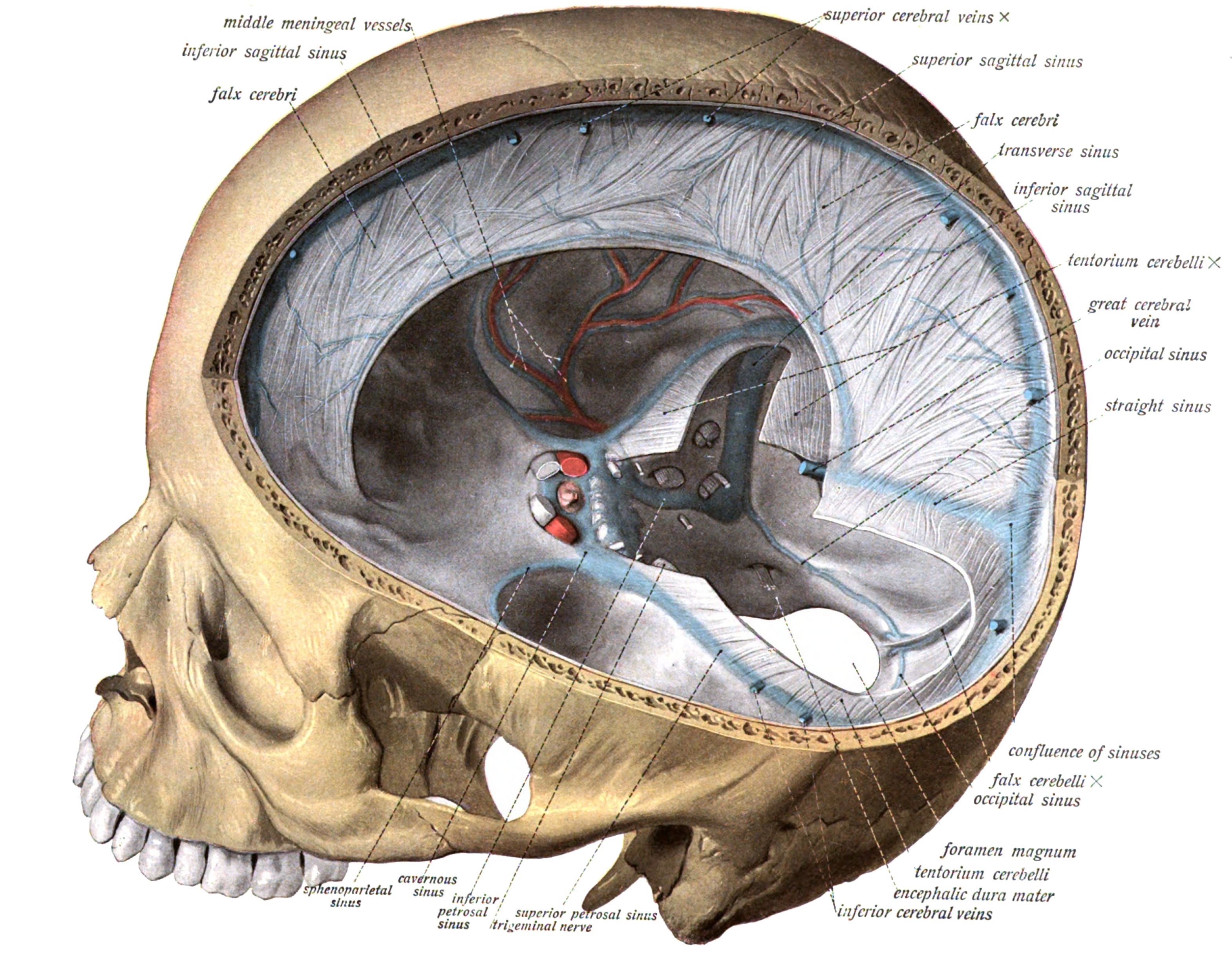
Zatoki opony twardej. Zatoka skalista górna podpisana superior petrosal sinus.

Zatoka skalista górna (łac. sinus petrosus superior) – w anatomii człowieka parzysta zatoka opony twardej mózgowia, należąca do grupy dolnej (przednio-dolnej) zatok. Biegnie w przyczepie namiotu móżdżku, wzdłuż górnego brzegu części skalistej kości skroniowej. Jest tylno-górnym, mniejszym odpływem zatoki jamistej, prowadząc z niej krew do zatoki esowatej lub zatoki poprzecznej, łącząc tym samym dolną i górną grupę zatok opony twardej. Wpadają do niej także żyły mózgu i móżdżku.